# 嵆紹

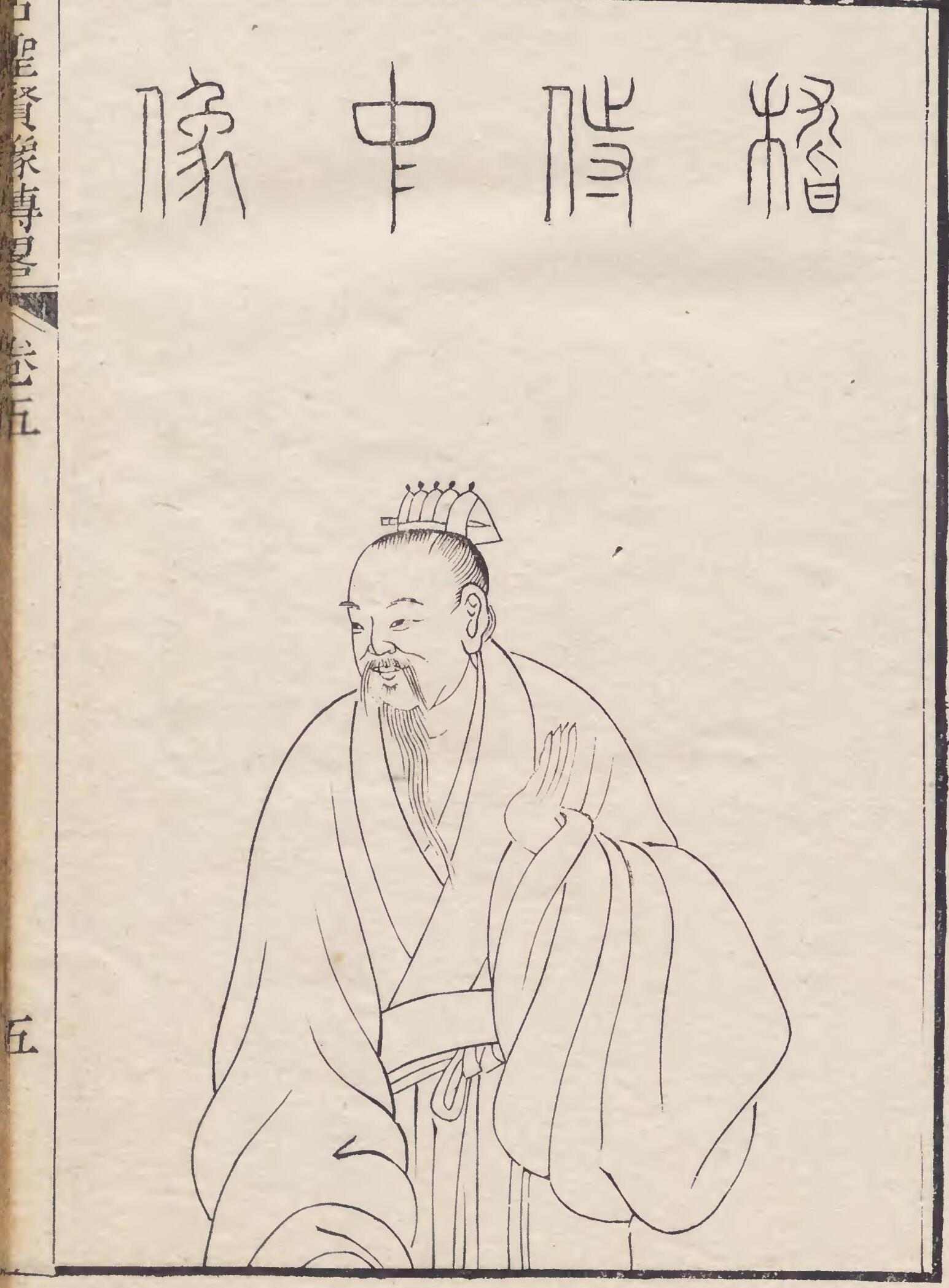
嵆紹

嵆 紹（けい しょう、嘉平5年（253年）- 永安元年7月24日（304年9月9日））は、中国西晋の政治家。字は延祖。父は竹林の七賢の一人であり、魏の中散大夫であった嵆康。子は嵆眕。譙国銍県（現在の安徽省淮北市濉渓県）の人。『晋書』の忠義伝の筆頭に記載されている。

## 生涯

### 若き日
魏王朝の重臣である嵆康の嫡男として生まれた。
景元4年（263年）、父の嵆康が鍾会の讒言により処刑された。父の罪により、当時10歳であった嵆紹は自宅で謹慎して過ごす事を余儀なくされたが、彼は甚だ恭謹に母へ孝行を尽くした事で評判となったという。
泰始10年（274年）7月、吏部尚書（官吏を推挙する役職）の山濤は、かつて嵆康より嵆紹の事を託されていた事から、武帝へ上表して「『康誥』によりますと、父子の罪は互いに及ばないといいます。嵆紹の賢明さは郤缺にも匹敵します。彼を招聘して秘書郎とする事を請います」と述べ、嵆紹の罪を許して秘書郎に取り立てる様に訴えた。武帝はこれに「卿の言うような人物であるなら、丞（秘書丞）の職務にも堪えうるであろう。どうして郎（秘書郎）などに出来ようか」と述べ、秘書郎より高位である秘書丞に任じた。当初、嵆紹はこの任官を辞退しようとしたが、山濤は嵆紹の家を訪れて自ら説得に当たったので、遂にこれを受け入れて仕官に応じた。
やがて汝陰郡太守へと昇進し、さらに豫章郡内史に移るよう命じられたが、母が亡くなった事により辞退した。服喪期間が明けると、改めて徐州刺史に任じられた。当時の都督である石崇は驕暴な性格であったが、嵆紹は道理をもって彼の振る舞いを諭したので、石崇より甚だ親敬された。その後、長子の嵆眕を亡くした事により職を辞した。

### 内乱に翻弄される
元康元年（291年）、復職して給事黄門侍郎に任じられた。当時、恵帝の外戚である賈謐は皇帝を凌ぐ程の権勢を握っており、朝臣達はみな賈謐に媚び諂っていた。嵆紹もまた彼より誘いを受けたが、嵆紹はこれを拒んで応じなかった。
永康元年（300年）4月、趙王司馬倫が政変を起こし、賈謐を始めとした賈氏一派を誅殺して政権を掌握した。当時、嵆紹は賈氏政権の下で職務に就いていたが、彼自身は賈氏に擦り寄っていなかった事から誅殺を免れた。司馬倫政権においては弋陽子爵に封じられ、散騎常侍に転任となり、さらに国子博士を兼務した。
永康2年（301年）1月、司馬倫が恵帝を廃して帝位を簒奪すると、嵆紹は侍中に任じられた。4月、司馬倫が左衛将軍王輿らに誅殺されて恵帝が復位を果たすと、嵆紹は引き続き侍中を任された。
司馬倫の死後、斉王司馬冏が朝権を掌握して輔政の任に就いたが、彼は奢侈な生活を送って邸宅や館舎を大いに建築し、民衆を大いに失望させた。永寧2年（302年）11月、嵆紹は腐敗する朝政を憂え、上書して司馬倫と同じ過ちを繰り返さないよう恵帝を戒めた。次いで司馬冏にも書を送り、その振る舞いを諫めた。司馬冏はこの進言に謙虚な態度で報いたが、結局振る舞いを改める事は無かった。
同年（太安元年）12月、嵆紹は朝廷での職務を免じられると、司馬冏により大司馬府に招き入れられ（司馬冏は大司馬の地位にあった）、左司馬に任じられた。だが、その10日後には長沙王司馬乂が政変を起こし、交戦の末に司馬冏を捕らえて誅殺した。政変が起こった時、異変を察知した嵆紹は逃げまどいながら宮殿へ向かった。東閤の下にいた弩兵は嵆紹を発見すると彼へ向けて射掛けたが、殿中の将兵である蕭隆は嵆紹の立派な姿を見てただものではないと考え、彼の前に進み出て射撃を止めさせたので、嵆紹は禍を免れる事が出来たという。政変がひと段落した後、滎陽にある旧宅へと帰還した。
太安2年（303年）、御史中丞として招聘を受けたがこれを受けず、再び侍中に復職した。同年7月、河間王司馬顒・成都王司馬穎が司馬乂討伐を掲げて挙兵し、洛陽へと進撃した。司馬顒らの大軍が城東まで至ると、司馬乂は「今日の西討において、誰を都督とすべきか」と諸将に問うた。軍中の将士はみな「願わくば嵆侍中（嵆紹）を軍の前鋒として力を尽くしていただければ、我らは死してもなお生となりましょう」と答えた。司馬乂はこれに同意し、嵆紹は使持節・平西将軍に任じられた。
永安元年（304年）1月、司馬乂軍は敵軍に対して連戦連勝であったが、東海王司馬越の裏切りにより洛陽は陥落してしまった。司馬乂が司馬顒配下の将軍張方により処刑されると、嵆紹もまた司馬乂に従っていた事から捕縛されたが、処罰については一旦保留とされ侍中に復帰した。その後は司馬穎が朝廷の第一人者となり、嵆紹を含めた公王以下の百官はみな鄴に赴き、今回の一件について司馬穎に謝罪する事を強いられた（司馬穎は鄴に留まったまま洛陽を間接統治していた）。司馬穎は司馬乂に与した罪で嵆紹らをみな解任し、庶人に落とした。

### 忠義に殉じる
7月、東海王司馬越は朝政を牛耳っていた司馬穎の振る舞いに憤り、右衛将軍陳眕や司馬乂の旧将である上官巳らと共に司馬穎に反旗を翻した。この時、嵆紹は司馬越らにより召喚され、その爵位を以前通りに戻された。司馬越は司馬穎誅殺を掲げ、恵帝を伴った状態で司馬穎の本拠地である鄴へ侵攻を開始すると、嵆紹は天子蒙塵（皇帝が変事により都から出る事）の時であるとして、詔を承って行宮（皇帝が出征する際に設ける仮の宮殿）へと馳せ参じた。同じく侍中であった秦準は「今この命令に従えば、その身の安否は測り難いぞ。卿は佳馬でも持っているのかね（優れた馬がいれば、いざという時に逃亡を図れる為）」と述べ、暗に皇帝軍には従わない事を勧めたが、嵆紹は顔つきを正して「大駕（天子）が親征を行い、正義をもって逆賊を討とうしているのだ。必ずや戦わずして勝利を収めるだろう。万が一皇輿（皇帝の乗る輿）に危機が訪れようとも、臣は忠節を果たすのみである。どうして駿馬（優れた馬）など必要となるのか！」と言い放った。これを聞いて嘆息しない者はいなかった。
皇帝軍は軍を進めて蕩陰を通過したが、この時に司馬穎配下の石超により本営を奇襲され、大敗を喫した。百官や侍御は恐れ慄いて四散してしまい、誰も恵帝を守ろうとする者はいなかった。ただ嵆紹だけは礼服姿で儼然としたまま、馬を下りて乗輿に乗り込むと、身を挺して恵帝を庇った。司馬穎の兵が襲い掛かると、嵆紹は乗輿から引きずり出された。すると、恵帝は「忠臣である。殺してはならん！」と叫んだが、兵士たちは「太弟（司馬穎）の命では、犯してはならぬのは、陛下ただ一人といわれております」と述べ、その命を無視した。雨の如く降り注ぐ矢により、嵆紹は遂に恵帝のすぐ側で射殺されてしまった。その血飛沫は恵帝の服にも飛び散り、恵帝はその死を目の当たりにして深く哀しみ嘆いたという。
その後、恵帝が鄴に連行されると、彼の側近は血の付いた服を洗おうとしたが、恵帝は「これは嵆侍中（嵆紹）の血である。拭き取ってはならん！」と声を荒げたという。

## 死後
恵帝が長安に連れ去られた後、司馬顒は敵でありながらも嵆紹の忠節を評価し、上表して嵆紹に司空を追贈して公に進爵させようとした。だが、実行される前に司馬顒は敗れて恵帝が奪還されたので、結局この措置は有耶無耶となった。
永嘉2年（308年）、司馬越は許昌へ赴任する途上で滎陽に差し掛かり、嵆紹の墓を通りかかった。この時、司馬越は嵆紹の事を思って慟哭し、彼の為に石碑を立てると、改めて官爵を追贈するように上表した。恵帝は勅使を派遣して侍中・光禄大夫を追贈し、金章紫綬を加え、さらに侯に進爵した。また、墓田一頃、客十戸を下賜し、少牢を祠とした。
建興元年（313年）、江東の政務・軍事を取り仕切る琅邪王司馬睿（後の元帝）は嵆紹の忠節を大いに称え、彼に贈られた礼がその勲徳に対して不十分であるとし、さらに太尉を追贈し、太牢を祠とするよう上表した。
大興元年（318年）、司馬睿が帝位に即いて東晋を興すと、嵆紹は忠穆と諡され、正式に太牢の祠を加えられた。

## 評価
嵆紹の行いは小節を飾らず、心が広い上に慎み深く、全ての事において雑になる事が無かった。彼は従子の嵆含（嵆康の兄である嵆喜の孫で、嵆蕃の子）を5人と共に養育していたが、彼を自らの子と同じように慈しみ憐れんだという。
嵆紹の死後、彼の弟子やかつての部下はその遺愛を思慕し、喪に服して墓に仕える者は3年で30人を超えたという。
嵆紹の事績は後の世にも広く語り継がれ、謝霊運の辞世の詩や南宋の文天祥が作った『正気の歌』などに取り上げられている。

## 逸話
- 嵆紹が洛陽に入って間もない頃、ある人が王戎へ「昨日、稠人の中で紹（嵆紹）を初めて見たが、その姿は昂昂然（意気さかんなさま）としており、野鶴が鶏の群れの中にいるかの様でした」と述べ、その佇まいを称えた。これに王戎は「君は彼の父を見た事が無いのであろうな」と答えた。

- 尚書左僕射裴頠は嵆紹の才覚を高く評価し、常々「延祖（嵆紹の字）に吏部尚書（官吏を推挙する役職）を任せたならば、天下から遺才（在野に埋もれた才人）はいなくなるであろうな」と語っていたという。

- 沛国出身の戴晞は幼い頃から才覚があり、嵆紹やその従子である嵆含と親交深かった。当時の人は、戴晞は必ずや大成するであろうと信じていたが、嵆紹は大器にはならないと見なしていた。後に戴晞は司州主簿に任じられたが、行動が伴わなかったので、やがて追放されてしまった。郷里の人はみな、嵆紹には人の品行・才能を察知する能力があると称えた。

- ある時、太尉・広陵公陳準が亡くなると、太常官は彼に贈る諡号について意見を上奏した。嵆紹はこれに対して「諡号を不朽とする事の本分は、偉大な業績には大いなる名を与え、それほどでもない行いにはそれ相応な名を授ける事にあります。故に、『文』・『武』という諡号はその功徳を明らかにするものであり、『霊』・『厲』という諡号はその愚かさを明らかにするものでありました。しかしながら近年、礼官（儀礼を司る官職）は私情を挟んで諡号を贈っており、本来の趣旨に沿うものではありません。（太常官の贈った諡号は）準（陳準）には過ぎたるものであります。『繆（錯誤を意味する）』と諡するのが妥当かと」と、太常官へ反論した。結局この進言が用いられる事はなかったが、朝廷は彼を大いに恐れ憚ったという。

- 司馬倫の時代、司空の張華は司馬倫に疎まれた事により誅殺された。その為、司馬倫の死後に朝廷では張華の名誉回復について議論され、爵位を復帰させる事が決められた。しかし嵆紹は「臣下が君主に仕える事とは、煩いを除いて惑いを去らせる事にあります。華（張華）は内外で高位を歴任しており、善事についてもいくつかありましたが、彼自身が亡くなった原因は遠近において明らかであり、この禍乱が始まったのは実に華（張華）によるものでしょう。かつて鄭は幽公（霊公）の乱を討ちましたが、子家（鄭の宰相。霊公殺害の首謀者）の死後にその棺を斬り壊しました。魯は隠（隠公）の罪を弑しましたが、最期には公子翬（魯の政治家。隠公殺害の首謀者）の名を貶しめました。未だにこのような過酷な殺戮が忍ばれる事は無く、この事実は既に広まっておりましょう。張華の爵位を安易に戻すべきではなく、まずはその罪が無いかを判断するべきです」と反論した。

- ある時、嵆紹は事業について相談する為に司馬冏の下を詣でたが、この時司馬冏は宴会を行っていた。その為、嵆紹もこれに参席し、董艾・葛旟と共に時の政治について論じ合った。宴席の中で、董艾は「侍中（嵆紹）は絲竹（楽器）に長けていると聞いております。公（司馬冏）よ、演奏させてみましょう」と勧めた。これにより側近は琴を出したが、嵆紹はこれを受け取らなかった。司馬冏は「今日は楽しむ時である。卿はどうして惜しむのか！」と言うと、嵆紹は「公は社稷を復し、規範に則ってこれを示しました。紹は卑しい身でありながらも、有難くも常に伯を備え、冠冕を身に付け、宮殿や官署において玉を鳴かせております（司馬冏の時代になって服装や装飾が奢侈となった事を暗に批判している）。その上、絲竹を演奏しろというのは、伶人（楽師）にでもなれというつもりですか！もし公がこの私宴にて従わせようと言うのであれば、敢えて断りはしませんが」と答えた。司馬冏は大いに恥じ入り、董艾らも気まずくなって席を立った。

## 後継者
嵆紹の長男の嵆眕は父と同じ風格を有していると評されたが、早世してしまった。その為、従孫（いとこの孫）の嵆翰（嵆含の子）が嵆紹の後を継いだ。嵆翰の孫の嵆曠は東晋の孝武帝に仕えた。